# Posthoorn (instrument)
Een posthoorn is een klein koperen blaasinstrument dat niet over ventielen beschikt. Op een posthoorn kunnen slechts natuurtonen worden gespeeld door overblazen.
De posthoorn werd in de 18e en 19e eeuw gebruikt als signaalinstrument op de vroegere postkoetsen en door postbezorgers te paard (de postiljons), om aan te kondigen dat de postbezorger arriveerde. Zodoende konden mensen ten tijde van het ontbreken van postkantoren hun post bij de postkoets afhalen en nieuwe post ter bezorging aanbieden.
In het embleem van de posterijen in vele landen is een gestileerde posthoorn afgebeeld.
Het instrument heeft doorgaans een ronde vorm met een cirkelvormige draaiing in de buis, al komen ook rechte varianten voor. Het is een voorbeeld van een natuurhoorn. De kornet is afgeleid van de posthoorn door toevoeging van ventielen.
Mozart, Mahler en andere componisten pasten het instrument toe in hun orkesten voor een aantal stukken. Bij zulke gelegenheden werd de posthoorn doorgaans bespeeld door de hoornist. Een voorbeeld van gebruik in de klassieke muziek is de off-stage toepassing in Mahlers Derde Symfonie. Omdat het instrument moeilijk verkrijgbaar is worden partijen voor posthoorn doorgaans gespeeld op een moderne trompet of flügelhorn.
De componist Paul Hindemith componeerde een sonate met als thema 'de posthoorn'. Dit werk, origineel een hoornsonate welke echter ook vaak op altsaxofoon gespeeld wordt, bevat voor de finale een gedicht "Das Posthorn" dat als tweegesprek tussen de hoornist en de pianist in de partituur is afgedrukt en bij uitvoeringen voorgedragen kan worden.
Ook in de heraldiek komt de posthoorn veelvuldig voor.

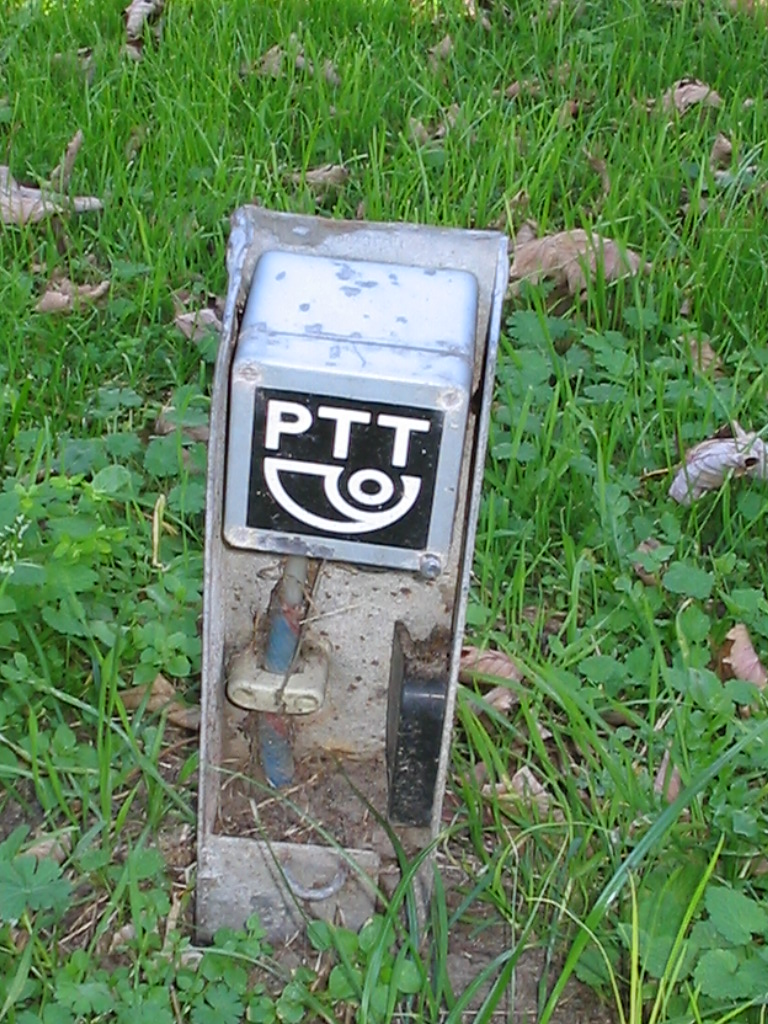
Logo op een in onbruik geraakt kastje van de voormalige PTT
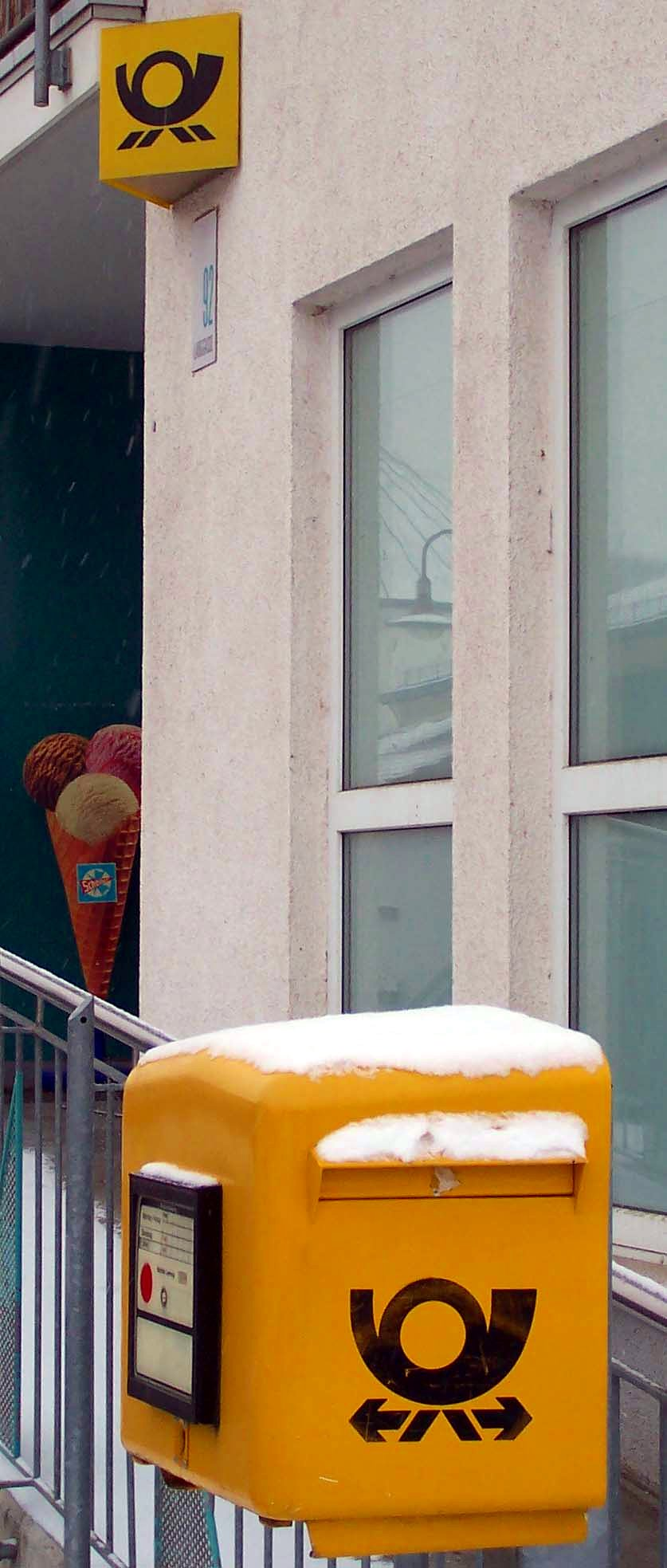
Postbus in Duitsland met embleem
Logo van de Spaanse posterijen
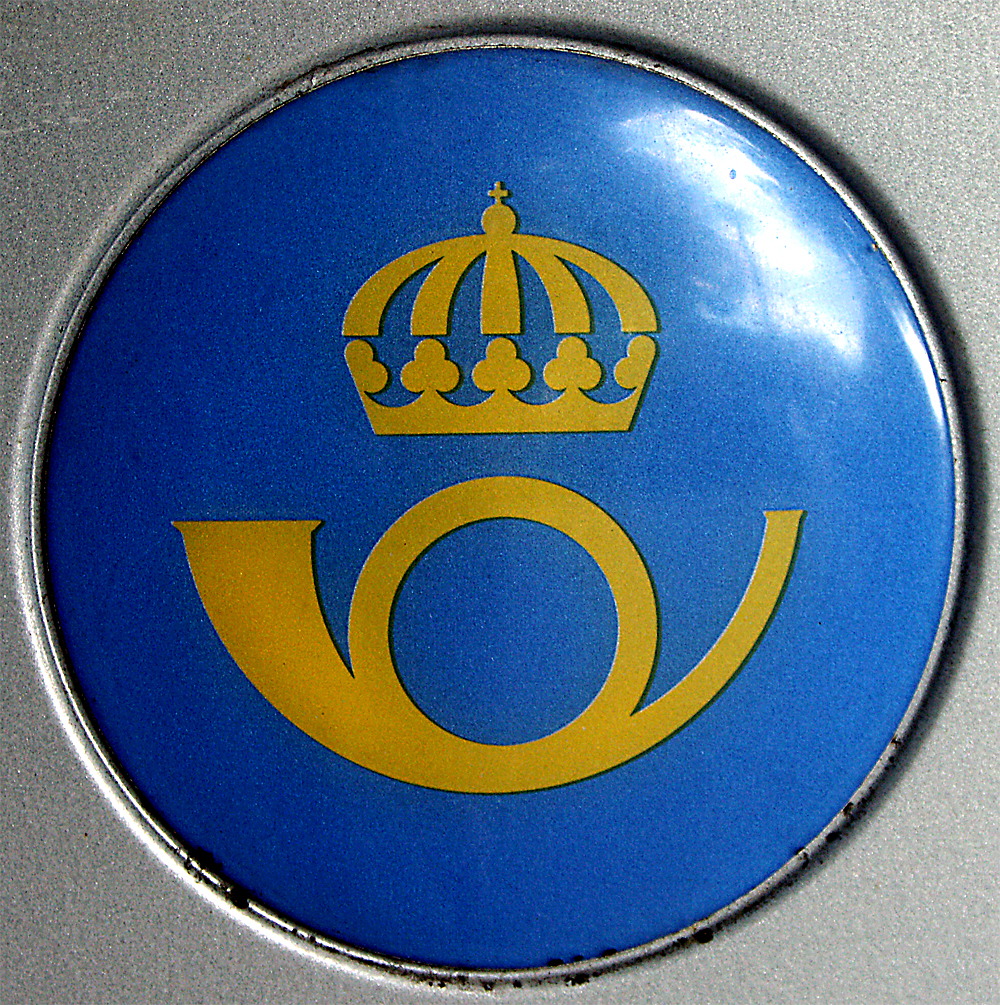
Logo van de Zweedse posterijen